# Sumatriptan
El sumatriptan, venut sota la marca Imigran i com a EFG, medicament utilitzat per tractar la migranya i la cefalàlgia arraïmada. És el primer triptan comercialitzat. Es pren per boca, pel nas o per injecció sota la pell. Generalment es produeixen els efectes abans de les tres hores.
Els efectes secundaris comuns inclouen pressió toràcica, sensació de cansament, sensació vertiginosa, vòmits i formiguejos. Els efectes secundaris greus poden incloure la síndrome serotoninèrgica, atacs de cor, accidents cerebrovasculars i convulsions. Amb medicació d'ús excessiu, es poden produir mal de cap. No és clar si l'ús durant l'embaràs o la lactància materna és segur. El seu funcionament no està del tot clar.